# Hermenegildo Cardos de Brito Capelo
Hermenegildo Capelo, celým jménem Hermenegildo Cardos de Brito Capelo (4. února 1841 Palmela, Portugalské království – 4. května 1917 Lisabon, tamtéž) byl portugalský námořní důstojník a průzkumník afrického kontinentu, který v průběhu poslední čtvrtiny 19. století spolu s Roberto Ivensem prozkoumal území mezi Angolou k pobřežím Indického oceánu.

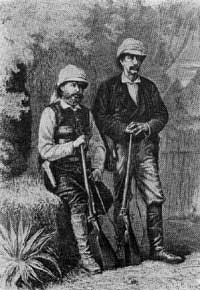
Hermenegildo Capelo a Roberto Ivens

## Popis cest
V roce 1877 se poprvé účastnil výpravy Serpa Pinta. Od roku 1850 cestoval s Roberto Ivensem, s nímž se vydal prozkoumat prameny a tok řeky Kwango. Cestou jim však došly potraviny a tak se museli vrátit do Luandy. V roce 1884 se opět s Ivensem vydal na cestu z Moçâmede k řece Kunene a odtud k řece Kwando, kterou sledovali až k ústí do řeky Zambezi. Odtud pluli proti proudu k řece Kabompo a přes řeku Kongo do Katangy, kde jim domorodé kmeny sice zakázali přechod přes jejich území. I přes zákaz se pokusili dostat k pramenům řeky Kafue a k jezeru Mweru. Ani zde nebyli pro odpor domorodých obyvatel úspěšní, proto se vydali po řece Zambezi, po niž dopluli až k jejímu ústí. Tato cesta přinesla mnoho nových zeměpisných a astronomických poznatků dosud neznámého území.

## Vyznamenání
- velkokříž Řádu čestné legie – Francie
- velkokříž Řádu svatého Jakuba od meče – Portugalsko
- velkokříž Řádu avizských rytířů – Portugalsko
- velkokříž s řetězem Řádu věže a meče – Portugalsko
- Řád sv. Stanislava I. třídy – Rusko
- čestný rytíř velkokříže Královského Viktoriina řádu – Spojené království
- velkokříž Námořního záslužného kříže s bílým odznakem – Španělsko